# نصف‌النهار ۱۴۵ درجه غربی
نصف‌النهار ۱۴۵ درجه غربی ۱۴۵مین نصف‌النهار غربی از گرینویچ است که از لحاظ زمانی ۹ ساعت و ۴۰ دقیقه با گرینویچ اختلاف زمانی دارد.
این نصف‌النهار از قطب شمال شروع و از مناطق زیر گذشته و به قطب جنوب ختم می‌شود.
- اقیانوس آرام
- آلاسکا( ایالات متحده آمریکا)